# Limoniscus violaceus
Pour les articles homonymes, voir taupin (insecte).
Taupin violacé
Espèce
Statut de conservation UICN

 EN B2ab(i,ii,iii,iv) : En danger
Limoniscus violaceus, communément appelé le Taupin violacé, est une espèce d'insectes coléoptères, un saproxylophage caractérisée comme son nom l'indique par des reflets violacés (ou bleutés).
Il fait partie de la vaste famille des élatéridés, laquelle comporte environ 9 500 espèces dans le monde, dont un faible nombre en Europe (ex. : 67 espèces pour tout le Royaume-Uni, 236 espèces pour la France métropolitaine). Ce coléoptère a des besoins encore plus spécifiques que la plupart des autres élatéridés, en particulier en termes d'alimentation et de condition de vie. Ces conditions étant de plus en plus rarement réunies, cette espèce semble être au bord de l'extinction .
Avec d’autres espèces des cortèges saproxyliques des forêts anciennes, il est considéré comme un excellent bioindicateur de la valeur patrimoniale et écologique d'un milieu forestier ou prairial, et de son ancienneté dans cet état.
Cette espèce est pour ces raisons désormais protégée en Europe, notamment par la Directive Habitats-Faune-Flore où elle figure à l’annexe II. Elle semble néanmoins déjà avoir disparu de nombreux pays et régions d'Europe.

## Habitat

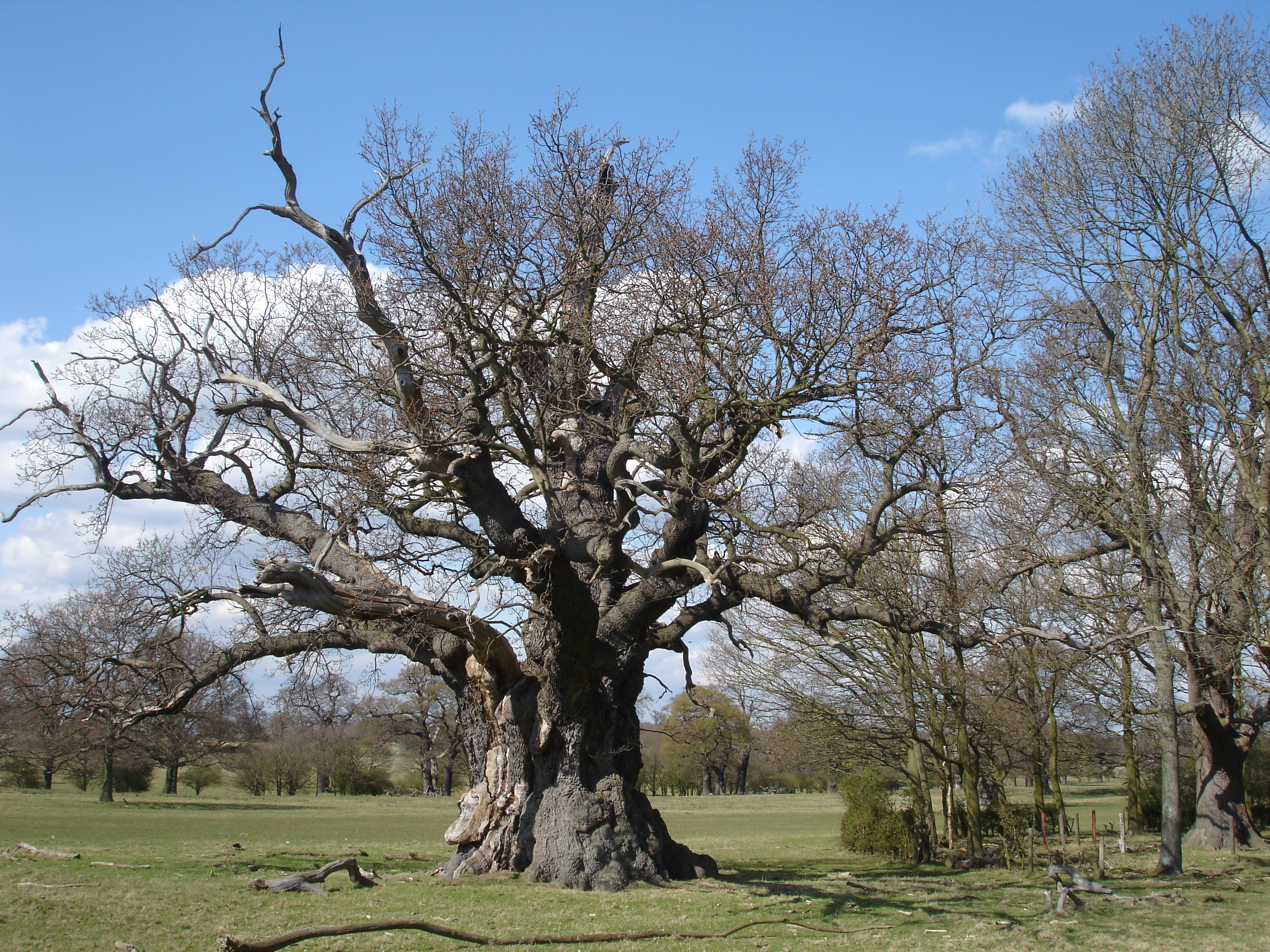
Vieux chênes isolés du parc de Windsor, l’un des habitats typiques du Taupin violacé (hors-forêt).

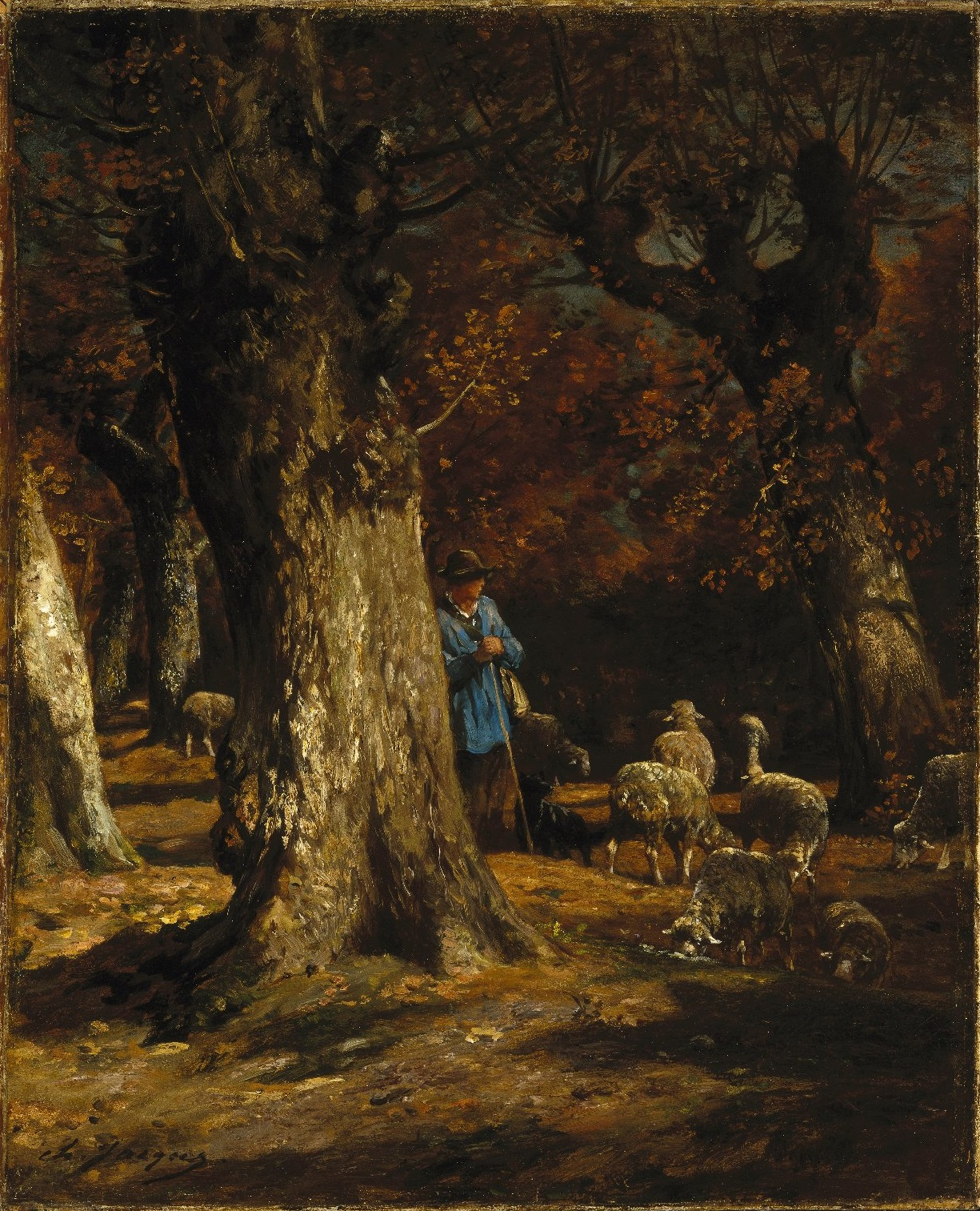
Les vieux grands têtards abritant ici les moutons étaient propices aux espèces saproxyliques devenues très rares telles le Taupin violacé ou le Pique-prune
Tableau de Charles-Émile Jacque peint en France entre 1860 et 1870.

On le trouve (de plus en plus rarement) dans les forêts anciennes ; dans des micro-habitats devenus « peu fréquent » (caries basses d'arbres sénescents, ou cavités basses du bois-mort).  C’est cependant une des rares espèces qui semblent à la fois apprécier le couvert forestier et des milieux ouverts et ensoleillés comme la prairie. Les adultes sont très rarement observés, en avril-mai, par exemple sur l’aubépine Crataegus monogyna.

Sa larve se développe lentement (2 ans) dans le terreau très fin (qui doit avoir une consistance de  « suie humide ») issu de la décomposition continue de l’intérieur de troncs d’arbres, mais aussi d’un mélange de feuilles, d’excréments et de nids d'oiseaux ou d'excréments ou restes d'autres organismes saproxyliques.
On peut aussi  la trouver dans le tronc, ou dans le sol au niveau du collet d'un arbre dont une partie du tronc est en décomposition.
L’espèce semble avoir besoin de conditions très particulières et d'un nombre assez importants et assez vieux, pas trop éloignés les uns des autres, et peu éloignés d'arbres plus jeunes qu'on laissera vieillir et mourir sur pied.
Avec d’autres espèces de saproxylophages, souvent également menacées, ce « taupin » contribue à la bonne décomposition du bois-mort et à la production de l'humus forestier.

## Répartition
C'est un insecte vivant dans le bois de feuillus des zones tempérées. Il est encore présent du Royaume-Uni à la Slovaquie et la Pologne (mais très rare et ayant disparu de régions entières). Par exemple, au Royaume-Uni, il a été récemment revu uniquement dans trois endroits: dans la forêt de Windsor (grand et ancien parc arboré du Worcestershire), sur les collines de « Bredon Hill », dans le Worcestershire et dans la forêt de Dixton dans le Nord-Gloucestershire . En France, on le trouve principalement en forêt de Grésigne (Tarn). 2 251 ha de la forêt d'Orléans et en périphérie sont classés depuis 2013 comme sites d’intérêt communautaire (SIC), avec l'espoir d'y voir s'y développer une population de taupins violacés et certains autres insectes maintenant rares.
Lors d’une étude ayant comparé les insectes saproxyliques vivant sur de vieux chênes en Suède et en Turquie (insectes qui comptent parmi les plus menacées en  Europe et en Turquie), les familles les plus représentées (en nombre d’espèces) étaient  les Anobidae  et les Tenebrionidae, le nombre total d'espèces de coléoptères saproxyliques était nettement plus important en Turquie qu’en Suède, surtout pour les x Elateridae, Cleridae, Anobiidae  et Tenebrionidae. Seules 14 (8 %) des 166 espèces observées étaient présentes dans les placettes étudiées des  deux pays (des Tenebrionidae surtout). Beaucoup des coléoptères trouvés appartenaient à des espèces rares et menacées dans tout ou partie de l’Europe, dont Limoniscus violaceus  trouvé sur l'un des sites turcs étudiés

## Description
Mesurant de 10 à 12 mm, il est noir plutôt mat, mais avec des reflets bleutés à violacés. La tête, le pronotum (plus long que large) et les interstries des élytres sont pubescents. Ces poils (gris) sont plus abondant sur le scutellum.
Il n'est observé en vol qu'en fin d'après midi chaude, plutôt lourde et orageuse.
Il est parfois appelé click-beetle par les anglophones, en raison du bruit qui accompagne le mouvement de détente qu’il fait en sautant en l’air quand il est placé sur le dos ou qu’il est menacé. Ce bruit est produit par des organes situés au niveau du  thorax et du pronotum.
Sa larve ressemble aux vers de farine.

## Alimentation
Elle est encore mal connue, mais l’adulte a été observé inspectant des aubépines pour s’y nourrir, et la larve n'est pas saproxylophage strict ; Elle peut être prédatrice (d’autres invertébrés) et nécrophages (cadavres d’oisillons tombés du nid, d’invertébrés tués par le gel, etc.), de nuit uniquement, ce qui explique sans doute que cette espèce est plus souvent trouvée dans les arbres où des rapaces, hiboux ou corvidés ont établi leurs nids plus en hauteur.  
Cet insecte pourrait donc également jouer un rôle sanitaire en accélérant l’élimination de cadavres ou restes de nourriture perdus par les rapaces.
Cet insecte se montre très sensible aux conditions thermohygrométrique de son environnement. La température et l’humidité du fin terreau qui se forme dans l’arbre doivent être stable, ce qui ne se produit que dans d’assez gros arbres qui bénéficient d’une bonne inertie thermique et dont le bois champignonné et riche en bactéries et mucilages peut conserver une bonne réserve en eau,.

## État des populations, menaces, pressions réponse
Selon l'UICN, les menaces principales pour les saproxyliques sont « surtout l'exploitation forestière et le déclin dans le nombre d’arbres matures ». Le manque de gros bois-morts ou d'arbres sénescents dans les forêts est un constat partagé par tous les experts, et notamment pour le chêne en forêts ou dans les prairies.
La liste rouge européenne des coléoptères saproxyliques qualifie cette espèce comme « En danger ». Elle est en effet en forte régression à cause de la disparition de ses habitats (gros bois-morts), mais aussi à terme à cause du manque de renouvellement de tels habitats à proximité des populations existantes.
Une autre menace est le dessèchement de son milieu, ce qui peut arriver à la suite du foudroiement de l’arbre, à une tempêtes (qui a fendu ou cassé l’arbre en exposant son cœur aux intempéries ou à la chaleur) ou à la suite de la coupe du tronc ou d'une très grosse branche, pour raison de « mise en sécurité », à la suite d'un étêtage brutal de l’arbre abritant un ou quelques-uns de ces coléoptères. La destruction du substrat interne de l'arbre ancien, par des amateurs, qui - de bonne foi - le fouillant pour y vérifier l’éventuel  présence d’insectes saproxylophages, est une autre source de menace.

### Protection
C'est une espèce réglementée dans certains pays, dont en France et en Europe (protégé par la Directive Habitats).
C'est pour préserver ce type d'espèces qu'en France, l'ONF a une instruction , visant à restaurer et protéger une trame de vieux bois (Une autre instruction imposait de conserver au moins un arbre-mort par hectare). Cette trame doit s'appuyer sur les réserves biologiques domaniales et autres réserves naturelles, des îlots de vieux bois (îlots de sénescence ou de vieillissement)  ; de vieux arbres ou arbres morts disséminés à conserver pour la biodiversité.
Limoniscus violaceus fait l’objet dans certains pays de plans de conservation (en Grande-Bretagne, par exemple dans le Worcestershire  et devrait en France faire partie des espèces visée par plan de restauration dit Vieux-bois / Bois morts, à lancer, ou relancer dans le cadre des suites données au Grenelle de l'Environnement.
Les arbres anciens de vieux parcs (urbains, de château…) pourraient en abriter.
Certains composts artificiels de bois pourraient peut être lui servir d’habitat de substitution, comme pour d’autres espèces saproxylophages menacées.

## Confusion possible
On peut éventuellement le confondre avec
- Cidnopus pilosus var cyanescens (vit en milieu plus ouvert pour la larve, et plus en hauteur dans l'arbre pour l'adulte)
- Cidnopus minutus var cyanichrous (plus petit, de 6 à 7 mm)